# Valley-Entartung
Valley-Entartung ist in der Festkörperphysik das Auftreten entarteter Zustände, die zu Wellenvektoren in verschiedenen Kristallrichtungen gehören. Der dazugehörige Entartungsfaktor wird häufig mit {\displaystyle g_{v}} bezeichnet. Wenn man die Flächen konstanter Energie (analog zur Fermifläche) nahe dem Energieminimum in einem Diagramm darstellt, zeigen sich die Umgebungen der Energieminima als Senken (Valleys). Der Entartungsfaktor {\displaystyle g_{v}} ist die Anzahl vollständiger Umgebungen in der ersten Brillouinzone.
Die Entartung kann in der quantenmechanischen Betrachtung als Pseudo-Spin beschrieben und in der Dirac-Gleichung durch die Pauli-Matrizen berücksichtigt werden.

## Beispiele

### Galliumarsenid
Das energetische Minimum der Leitungsband-Struktur von Galliumarsenid liegt beim Wellenvektor {\displaystyle {\vec {k}}={\vec {0}}} und die Flächen konstanter Energie um das Minimum herum bilden Kugelflächen. In der ersten Brillouin-Zone befindet sich nur ein Minimum, daher ist der Entartungsfaktor {\displaystyle g_{v}=1}.

### Silizium
In Silizium liegt das Energieminimum in {\displaystyle (100)}-Richtung. Aufgrund der Kristallsymmetrie sind in der Bandstruktur die sechs Richtungen mit den millerschen Indizes {\displaystyle \{(100),({\bar {1}}00),(010),(0{\bar {1}}0),(001),(00{\bar {1}})\}} äquivalent. Somit liegen in der ersten Brillouin-Zone sechs Minima und es ergibt sich ein Entartungsfaktor von {\displaystyle g_{v}=6}.

### Germanium
Bei Germanium treten die Energieminima in der {\displaystyle (111)}-Richtung und ihren Äquivalenten mit den millerschen Indizes {\displaystyle \{({\bar {1}}11),(1{\bar {1}}1),(11{\bar {1}}),({\bar {1}}{\bar {1}}1),({\bar {1}}1{\bar {1}}),(1{\bar {1}}{\bar {1}})({\bar {1}}{\bar {1}}{\bar {1}})\}} insgesamt achtmal auf. Da diese Minima am Rand der ersten Brillouin-Zone liegen, werden sie nur anteilig gezählt. Durch Verschiebung um reziproke Gittervektoren, lassen sich die Umgebungen der entarteten Zustände auf die Umgebungen von vier unterschiedliche Zuständen in der ersten Brillouin-Zone erzeugen. Daher ist der Entartungsfaktor {\displaystyle g_{v}=4}.

### Graphen
Graphen hat eine sogenannte Zwei-Valley-Struktur, also {\displaystyle g_{v}=2}.